# Строков, Сергей Николаевич
Сергей Николаевич Строков (1910 — ?) — советский футболист, защитник / полузащитник.
Выступал за ленинградские команды. Играл за команду ЛМЗ. В 1936 году в составе «Локомотива» провёл матч 1/64 финала Кубка СССР против «Динамо — Трудкоммуны № 1» Болшево (0:5). В 1937—1938 годах за «Спартак» сыграл 18 матчей, забил три гола. В 1939 году в составе «Зенита» забил три гола в 13 матчах.